# Коннер, Брюс
Брюс Коннер (англ. Bruce Conner; 18 ноября 1933, Мак-Ферсон, Канзас, США - 7 июля 2008) — американский художник, известный своими работами в большом количестве медиа (кино, скульптура, живопись, графика, коллаж, фотография).

## Биография
Брюс Коннер родился в Мак-Ферсоне, Канзас, США, вырос в Уичито, где посещал Университет Уичито, искусство изучал в Университете Небраски. Затем Коннер получил стипендию Школы искусств Бруклинского музея, где проучился семестр. После посещал Университет Колорадо. В сентябре 1957 он женился и сразу же переехал в Сан-Франциско. Здесь он быстро влился в сообщество битников и основал Rat Bastard Protective Association.

## Творчество
Первая персональная выставка Коннера в галерее в Нью-Йорке прошла в 1956 и включала только живопись, на персональных выставках в Сан-Франциско в 1958 и 1959 была показана живопись, графика, коллажи, ассамбляжи и скульптура.
Коннер впервые привлек широкое внимание общественности, когда выставил мрачные, покрытые нейлоном ассамбляжи, состоящие из найденных объектов (таких как женские чулки, велосипедные колеса, сломанные куклы, мех, бахрома, украшения, свечи и т.п.), часто скомбинированных с коллажами или закрашенными поверхностями. Эротически заряженные, напоминающие о сюрреалистических традициях и викторианском прошлом Сан-Франциско, эти работы не имеют однозначного толкования, но считается, что Коннер увидел деформирующее влияние общества на индивида, насилие в отношении женщин и культ потребления.
Также Коннер начал создавать короткие фильмы в конце 1950-х. Первый фильм художника и, возможно, наиболее известный - A MOVIE (1958). Вместо съемки собственных материалов, Коннер скомпилировал старую хронику и старые фильмы, создав развлекательный и провоцирующий размышления фильм, продолжительностью 12 минут, посвященный опыту просмотра кино и человеческим состояниям. A MOVIE впоследствии (в 1994) был выбран для хранения в Библиотеке Конгресса. Коннер в дальнейшем создал около двух десятков не повествовательных экспериментальных фильмов.
Один из наиболее известных ассамбляжей Коннера - CHILD. Работа представляла собой маленькую человеческую фигурку, вылепленную из темного воска, с открытым, будто от боли ртом. Фигурка была обернута нейлоновыми чулками и сидела привязанная к высокому детскому стульчику. Произведение привлекло внимание во время выставки в De Young Museum в декабре 1959 и январе 1960. Сегодня эта работа находится в коллекции нью-йоркского Музея современного искусства.
В 1961 Коннер завершил свой второй фильм - COSMIC RAY, продолжительностью 4 минуты и 43 секунды. Он представлял собой черно-белый коллаж из найденных видеоматериалов и фильма, который Коннер снял сам, под музыку Рэя Чарльза "What'd I Say". Премьера фильма состоялась в 1962, большинство предположило, что фильм связан с сексом и войной.
Коннер жил в Массачусетсе в 1963, когда Джон Кеннеди был убит. Художник снимал телевизионное освещение события и редактировал снятый материал наряду с архивными кадрами, полученный в результате фильм он назвал REPORT.
В 1964 у Коннера была выставка в Batman Gallery в Сан-Франциско, которая продолжалась всего три дня, в течение которых художник не покидал галерею. Часть выставки задокументирована в фильме Коннора VIVIAN. Также в 1964 художник решил больше не делать ассамбляжи, несмотря на то, что именно они принесли ему успех.
Коннер продолжал много работать, был активным представителем контркультуры Сан-Франциско в середине 1960-х, выступил в качестве соавтора светового шоу Family Dog в Avalon Ballroom, создавал замысловатые черно-белые, похожие на мандалы, рисунки и коллажи на основе гравюр XIX века.
В середине 1960-х Коннер завершил ряд короткометражных фильмов: TEN SECOND FILM (1965); не принятую организаторами рекламу нью-йоркского кинофестиваля - BREAKAWAY (1966); THE WHITE ROSE (1967) и LOOKING FOR MUSHROOMS (1967). На протяжении 1970-х Коннер сосредоточился на графике и фотографии, создав много снимков панк-рок-сцены западного побережья. Также Коннер создал вместе с фотографом Edward Shea серию ANGELS (Коннер позировал на фоне больших листов фотобумаги, в результате получались белые силуэты тела на темном фоне). В 1980-х и 1990-х Коннер продолжает делать коллажи, в том числе с использованием религиозных образов.
Коннер создал большое количество фильмов, включая CROSSROADS, его 30-минутную медитацию на тему атомной бомбы. Он был в числе первых, кто использовал популярную музыку для фильмов. Его фильмы вдохновили поколение кинематографистов, они считаются предвестниками жанра музыкального видео. Работы Коннера часто содержат комментарии и критику медиа, особенно телевидения и рекламы, а также их воздействия на американскую культуру и общество.

### Фильмография
| - A MOVIE (1958) - Cosmic Ray (1961) - Vivian (1964) - Ten Second Film (1965) - Easter Morning Raga (1966) - Breakaway (1966) - Report (1963-1967) - The White Rose (1967) | - Looking for Mushrooms (1967) - Permian Strata (1969) - Marilyn Times Five (1968-1973) - Crossroads (1976) - Valse Triste (1979) - Take the 5:10 to Dreamland (1977) - Mongoloid (1978) - Mea Culpa (1981) | - America Is Waiting (1982) - Television Assassination (1995) - Looking for Mushrooms (long version, 1996) - LUKE (2004) - EVE-RAY-FOREVER (three screen installation) (2006) - His Eye Is on the Sparrow (2006) - Easter Morning (2008) |

### Персональные выставки 2009-1995
| - 2009 Intelligent Design: Untitled Lithographs 1970-1971, Milwaukee Art Museum, Милуоки - 2008 Mabuhay Gardens, UC Berkeley Art Museum, Беркли - 2007 Брюс Коннер, PUNK (1978), DEAD ASHES (1997), EVE-RAY-FOREVER (1965/2006), Michael Kohn Gallery, Лос-Анджелес - 2007 Works Paule Anglim, Сан-Франциско - 2007 WORKS ON PAPER 1961-2005, Susan Inglett, Нью-Йорк - 2007 Art Basel, Базель, Швейцария - 2006 Engraving Collages, 1961-1990, Kohn Hutter Fine Art, Беверли-Хиллз - 2006 Miyake Fine Art, Токио, Япония - 2005 Gallery Paule Anglim, Сан-Франциско - 2005 Smith Anderson Gallery, Пало-Альто - 2005 Punk Photos: 1978, LUKE:2004, Barbara Gladstone Gallery, Нью-Йорк - 2004 Susan Inglett, Нью-Йорк - 2004 Michael Kohn Gallery, Лос-Анджелес - 2004 Tapestries, Bruce Company, Michael Kohn Gallery, Лос-Анджелес | - 2003 The Dennis Hopper One Man Show Vol. II, Susan Inglett, Нью-Йорк - 2002 8 фильмов Брюса Коннера. Other artworks by Anonymous, ANON, Anon. And Anonymouse. Michael Kohn Gallery, Лос-Анджелес - 2002 B.C., Gallery Paule Anglim, Сан-Франциско - 2002 Collages 1966-1996, Alan Koppel Gallery, Чикаго - 2002 Itaglio Prints, Arion Press Gallery, Presidio, Сан-Франциско - 2002 Фотографии, Photography Fair, Javitz Center, Barbara Gladstone Gallery, Нью-Йорк - 2001 Susan Inglett, Нью-Йорк - 2000 Early Assemblages and Recent Inkblot Drawings, Kohn Turner Gallery, Лос-Анджелес - 2000 Gallery Paule Anglim, Сан-Франциско - 2000 Wood Engraving Collages 1961-1996, Susan Inglett, Нью-Йорк - 2000 Dead Punks and Ashes, Curt Marcus Gallery, Нью-Йорк - 2000 Asynchronous snapping of the Synapses, de Saisset Museum, Santa Clara University, Санта-Клара | - 2000 B.C.: The Bruce Conner Story Part II, Museum of Contemporary Art, Лос-Анджелес - 2000 B.C.: The Bruce Conner Story Part II, M.H. deYoung Memorial Museum, Сан-Франциско - 2000 B.C.: The Bruce Conner Story Part II, Modern Art Museum of Fort Worth, Форт-Уорт - 1999 2000 B.C.: The Bruce Conner Story Part II, Walker Art Center, Миннеаполис - 1999 2000 Looking for Mushrooms, Bruce Conner Drawings 1960-1968, Kohn Turner Gallery, Лос-Анджелес - 1998 Bruce Conner, Curt Marcus Gallery, Нью-Йорк - 1997 Fearful Symmetry: Inkblot Drawings and Engraving Collages, Kohn Turner Gallery, Лос-Анджелес - 1997 Engraving Collages, Wichita Art Museum, Вичита, Канзас - 1996 Elite Novelties, Smith-Andersen Gallery, Пало-Альто - 1995 15 Beautiful Mysteries, Kohn Turner Gallery, Лос-Анджелес - 1995 Prints and Multiples, I.C. Editions, Curt Marcus Gallery, Нью-Йорк |

### Публичные коллекции
| - Музей современного искусства, Нью-Йорк - Whitney Museum of American Art, Нью-Йорк - National Gallery of Art, Вашингтон - Rose Art Museum, Brandeis University, Waltham, Массачусетс - San Francisco Museum of Modern Art, Сан-Франциско - Los Angeles County Museum of Art, Лос-Анджелес - University Art Museum, Беркли, Калифорния - Rockhill Nelson Gallery, Канзас-Сити, Миссури - Addison Gallery, Andover, Массачусетс - Worchester Art Museum, Worchester, Массачусетс - Sheldon Memorial Art Gallery, Университет Небраски - St. Louis Art Museum, Сент-Луис - Norton Simon Museum, Пасадена - Netherlands Film Museum, Амстердам - Центр Помпиду, Париж - Oakland Museum, Окленд, Калифорния | - Wichita Art Museum, Канзас - Achenbach Foundation, Сан-Франциско - Музей Гуггенхайма, Нью-Йорк - Indiana University Art Museum, Блумингтон - University of Arizona Museum of Art, Тусон - Yale University, Нью-Хейвен, Коннектикут - Art Institute of Chicago, Чикаго - University of New Mexico Art Museum, Альбукерке - Joslyn Art Museum, Омаха, Небраска - Hirschhorn Museum and Sculpture Garden, Вашингтон - Steinberg Gallery, Washington University, Сент-Луис, Миссури - Elder Art Gallery, Nebraska Wesleyan University, Линкольн, Небраска - Richard Nelson Gallery, University of California, Дэвис - Museum of Art and Architecture, Университет Миссури | - Художественный музей Принстонского университета, Принстон, Нью-Джерси - Национальный музей американского искусства, Вашингтон - Museum Moderner Kunst, Вена - Newport Harbor Art Museum, Ньюпорт Бич, Калифорния - Museum of Contemporary Art, Лос-Анджелес - Walker Art Center, Миннеаполис - La Jolla Museum of Contemporary Art, Ла Джолла, Калифорния - de Saisset Museum, Университет Санта-Клара, Санта-Клара, Калифорния - Musee Moderna, Стокгольм - Музей современного искусства, Чикаго - Laguna Art Museum, Лагуна-Бич, Калифорния - Denver Art Museum , Денвер |